# Kövra
Kövra is een plaats in de gemeente Berg in het landschap Jämtland en de provincie Jämtlands län in Zweden. De plaats heeft 55 inwoners (2005) en een oppervlakte van 22 hectare. De plaats ligt aan een baai van het meer Storsjön.

## Verkeer en vervoer
Bij de plaats loopt de Länsväg 321.